# 夕映え
「夕映え」（ゆうばえ）は、辛島美登里の13枚目のシングル。1992年（平成4年）2月1日発売。発売元はファンハウス。

## 概要
- 4枚目のスタジオアルバム「Birthday」の先行シングルとして発売された。
- 4枚目のVSDとして「Birthday」が1992年5月25日発売（LD同時発売、「Birthday」「See You Again」「夕映え」収録、現在廃盤）。2005年7月6日に発売された「CLIP集」[1]に収録されている。

## トラック
1. 夕映え (5:19)
作詞・作曲:辛島美登里、編曲:若草恵
2. Birthday (4:40)
作詞・作曲:辛島美登里、編曲:若草恵
3. 夕映え (5:19)
（Original Karaoke）

## 関連作品
- Birthday
- Hello Goodbye（夕映え）
- Singles（夕映え）
- GOLDEN☆BEST 辛島美登里（夕映え）
- Carnation（夕映え）

## 参加ミュージシャン
- Drums : Eiji Shimamura（M1）,Hideo Yamaki（M2）
- Electric Bass : Kenji Takamizu（M1）,Chiharu Mikuzuki（M2）
- Electric Guitar : Masaki Matsubara（M1,M2）
- Keyboard : Ken Shima（M1）,Nobuo Kurata（M2）
- Harp : Keiko Yamakawa（M2）
- Strings : Masatsugu Shinozaki Strings（M2）
- Piccolo Trampet : Shin Kazuhara（M1）
- Percussion : Nobu Saitoh（M1）
- Children Chorus : Akimasa Suzuki（M1）,Yoshihiro Tezuka（M1）
- Synthesizer Programmer : Takayuki Negishi（M2）